# Эниенра
Эниенра, Ово-1 (англ. Enyenra) — нефтяное месторождение в Гане, которое находится в акватории Гвинейского залива. Открыто в июле 2010 года. Глубина океана в районе месторождения достигает 1,2—1,4 км.
Нефтеносность связана с отложениями мелового возраста (туронский ярус). Начальные запасы нефти составляют 50 млн тонн.
Оператором Дипуотер-Тано является американская нефтяная компания Tullow Oil (49,95 %). Другими участники проекта являются Anadarko Petroleum (18 %), Kosmos Energy (18 %), Ghana National Petroleum Corporation (10,0 %) и Sabre Oil & Gas (4,05 %).